# غاز پیشانی‌سفید کوچک

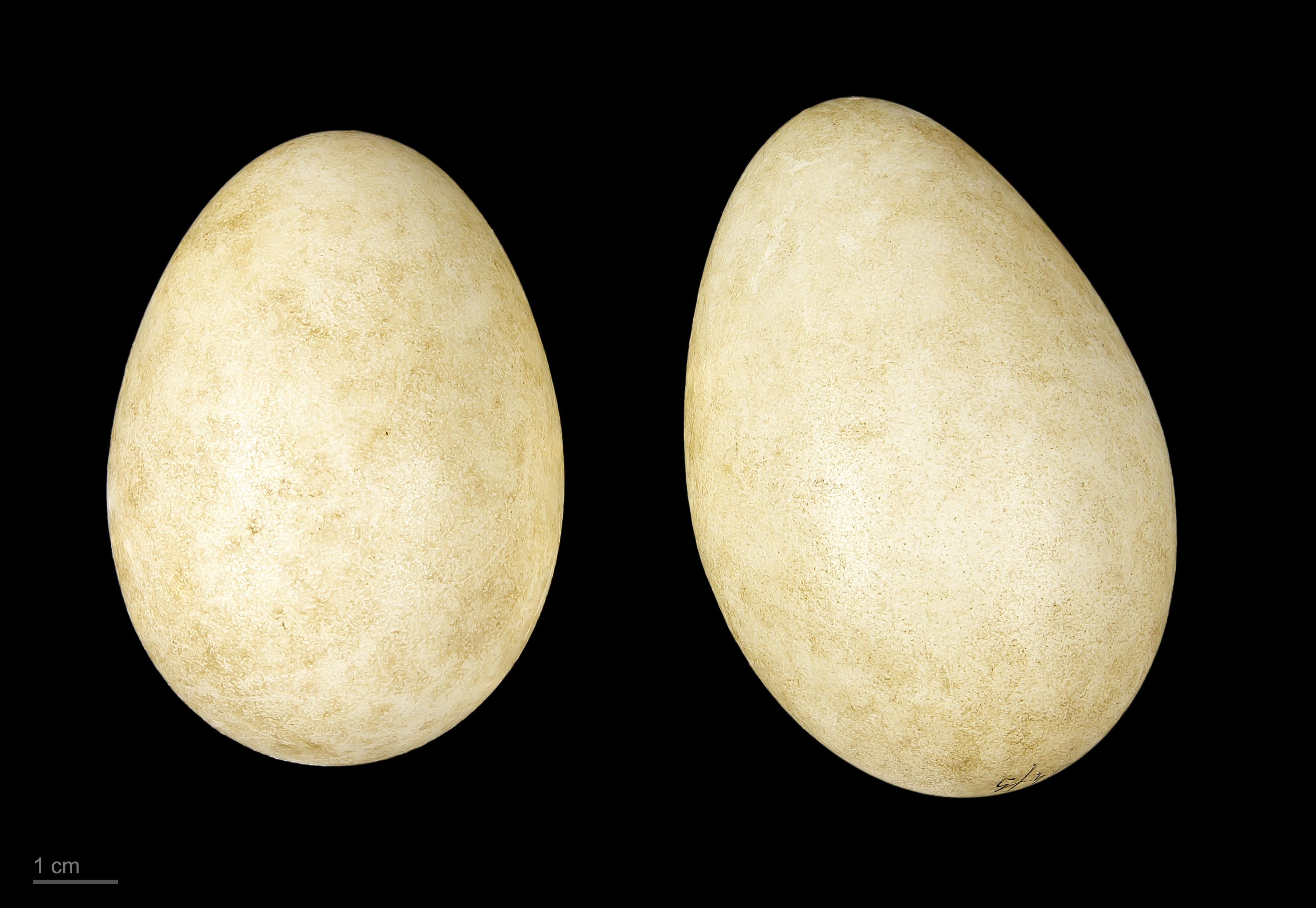
Anser erythropus

غاز پیشانی‌سفید کوچک (نام علمی: Anser erythropus) پرندهای از تیرهٔ مرغابیان است.
غاز پیشانی سفید کوچک غازی با جثه کوچک است که شباهت زیادی به غاز پیشانی‌سفید بزرگ دارد اما به دلیل جثه و سر کوچک‌تر، گردن کوتاه‌تر، منقار کوچک، گرد و ظریف و حلقه چشمی زردرنگ از آن متمایز می‌شود. در پرنده بالغ سر، گردن و روتنه قهوه‌ای تیره است. اطراف قاعده منقار سفید است که تا تارک سر ادامه می‌یابد. زیرتنه رو شن‌تر از روتنه و نوارهای باریکی به رنگ قهوه‌ای کم‌رنگ دارد که در بخش عقبی پهلوها و شکم با نوارهای سیاه همراه است. منقار مایل به صورتی روشن و پاها نیز نارنجی هستند. پرنده نابالغ بدون حلقه سفید در قاعده منقار است، لکه‌ها و نوارهای سیاه در زیرتنه دیده نمی‌شود و نوک منقار قهوه‌ای است. همان‌طور که گفته شد نر و ماده این گونه از لحاظ ظاهری هم‌شکل هستند و با تغییر فصل تغییراتی در ظاهر آن‌ها ایجاد نمی‌شود.
زیستگاه
مناطق تالابی بدون درخت، اراضی کشاورزی و علفزارها زیستگاه مناسبی برای این پرنده به‌شمار می‌رود.

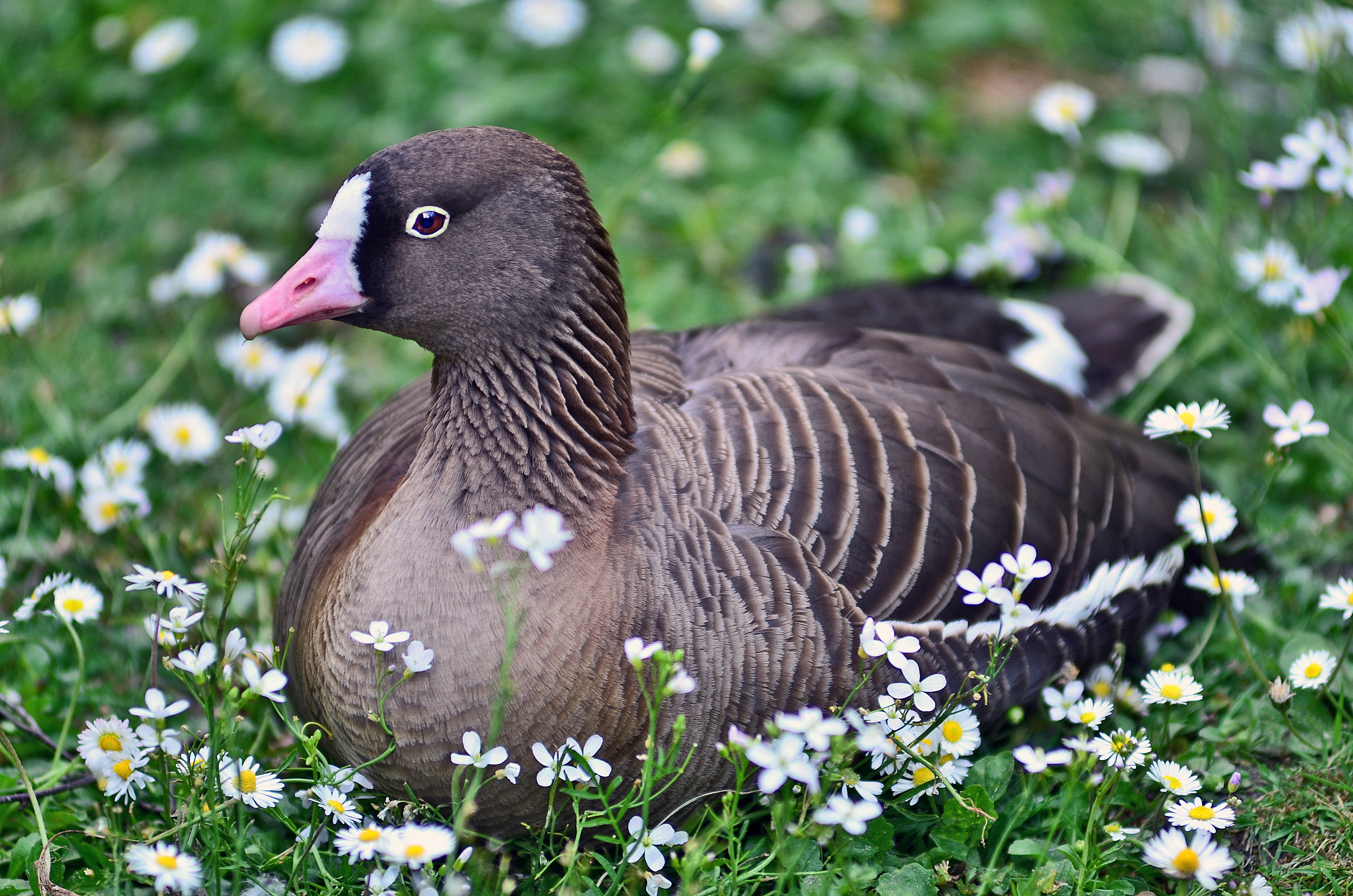
غاز پیشانی سفید کوچک